# 梁諷
梁諷（?—?），北地郡弋居县（今甘肃省宁县南）人，东汉人物。梁慬之父。
梁諷历任州宰。永元元年，车骑将军窦宪出征匈奴，任命梁讽为军司马，令梁讽、吴汜先带着金帛出使北匈奴单于，宣扬国家威德，归附者前后万余人。梁讽劝说应该依照呼韩邪单于的故事，保国安民。单于派弟弟右温禺鞮王奉贡入侍，随梁讽朝见。北单于想要入朝，窦宪派大将军中护军班固行中郎将，与司马梁讽相迎。后因为失去窦宪的信任，髡刑去武威郡服刑，武威郡太守承旨杀了他。窦氏被灭，汉和帝知道他被窦宪所诬，征召梁慬，任命为郎中。